# Braine (Francja)
Braine – miejscowość i gmina we Francji, w regionie Hauts-de-France, w departamencie Aisne.
Według danych na styczeń 2014 roku gminę zamieszkiwało 2236 osób, a gęstość zaludnienia wynosiła 192,6 osób/km².

## Współpraca
Miejscowość partnerska:
- Braine-le-Comte, Belgia